# 盖伊·麦克德米特
盖伊·麦克德米特（英語：Gaye McDermit，1945年5月9日—），新西兰女子击剑运动员。她曾代表新西兰参加1966年和1970年英联邦运动会击剑比赛，其中1966年大英帝国和英联邦运动会获得二枚铜牌。